# Onthophagus pinguis
Onthophagus pinguis es una especie de insecto del género Onthophagus, familia Scarabaeidae, orden Coleoptera.

Fue descrita científicamente por Gerstaecker en 1871.